# Ichenhausen
Ichenhausen est une ville de Bavière (Allemagne), située dans l'arrondissement de Guntzbourg, dans le district de Souabe.

## Personnalités liées à la commune
- Lieu de naissance de Gregor Ebner (1998-1974), médecin chargé de la sélection dans le projet Lebensborn.